# Flashman (roman)
Pour les articles homonymes, voir Flashman.
Flashman est un roman de 1969 de George MacDonald Fraser. C'est le premier de la suite de romans Les Archives Flashman.

## Introduction de l'intrigue
Présenté dans le cadre de la découverte des Flashman Papers, « soi-disant historiques », ce livre raconte la carrière ultérieure du tyran Flashman de Tom Brown's School Days. Le livre commence par une note fictive expliquant que les Flashman Papers ont été découverts en 1965 lors d'une vente de meubles de maison à Ashby-de-la-Zouch, dans le Leicestershire.
Les articles sont attribués à Harry Paget Flashman, le tyran présenté dans le roman de Thomas Hughes, qui devient un héros militaire victorien bien connu (dans l'Angleterre fictive de Fraser). Les articles auraient été rédigés entre 1900 et 1905. La publication ultérieure de ces articles, dont Flashman est le premier volet, oppose l'image publique d'un héros (fictif) avec son propre récit plus scandaleux de sa vie de tyran amoral et lâche.
Flashman commence par le récit du héros éponyme sur son expulsion de Rugby School et se termine par sa renommée d'« Hector de l'Afghanistan ». Il détaille sa vie de 1839 à 1842 et ses voyages en Écosse, en Inde et en Afghanistan.
Il contient également un certain nombre de notes de l'auteur, se faisant passer pour un simple rédacteur en chef des journaux, fournissant des gloses historiques supplémentaires sur les événements décrits. L'histoire contenue dans ces livres est en grande partie exacte ; la plupart des personnalités rencontrées par Flashman étaient de vraies personnes.

## Résumé de l'intrigue
L'expulsion de Flashman de Rugby Scool pour ivresse le conduit à rejoindre l'armée britannique dans ce qu'il espère être une sinécure. Il rejoint le 11th Hussars commandé par James Thomas Brudenell, à qui il crapaude de son plus beau style. Après une liaison avec l'amant d'un collègue officier, il est défié en duel mais gagne après avoir promis une grosse somme d'argent au chargeur de pistolet pour donner à son adversaire une charge à blanc dans son arme. Il ne tue pas son adversaire mais s'effondre et tire accidentellement le bouchon d'une bouteille à trente mètres de là, une action qui lui donne une renommée instantanée et le respect du duc de Wellington.
Une fois que la raison des combats apparaît, l'armée stationne Flashman en Écosse. Il vit dans la famille de l'industriel textile Morrison et profite bientôt de l'une des filles, Elspeth. Après un mariage forcé, Flashman doit démissionner des Hussards car il s'est marié en dessous de son rang. Une autre option lui est proposée : faire sa réputation en Inde.
En montrant ses compétences linguistiques et ses talents d'équitation en Inde, Flashman est affecté à l'état-major du major général William George Keith Elphinstone, qui doit commander la garnison sur la pire frontière de l'Empire britannique à cette époque, l'Afghanistan. À son arrivée, il est chargé d'entreprendre diverses missions diplomatiques et approfondit ainsi ses connaissances de la situation politique afghane contemporaine, de la culture et de la langue locales. Au cours d'une première mission diplomatique, Flashman se fait un ennemi du terrifiant Gul Shah et, de manière caractéristique, s'attribue un faux mérite pour avoir tué des assassins envoyés par Gul pour le tuer : en réalité, il a tenté de fuir dans la peur tandis que son compagnon se battait courageusement et mourait pour le protéger des assassins.
Pendant ce temps, à Kaboul, les hauts commandants et diplomates britanniques semblent ignorer ou ne pas vouloir accepter que la situation dans le pays se détériore. De son côté, Flashman observe avec précision la dégradation de la situation lors de ses différentes missions dans le pays. Ses rapports sont généralement ignorés.
Il est de retour à Kaboul pour observer une foule prendre d'assaut la maison d'Alexander Burnes, l'un des hauts responsables politiques britanniques. Burnes, son frère et son état-major sont tués dans la rue tandis que l'armée britannique, mal dirigée, ne fait rien, restant dans son campement à l'extérieur de Kaboul. Flashman tente à nouveau de fuir au milieu de la confusion mais est capturé et torturé par Gul Shah, pour ensuite être sauvé puis utilisé comme envoyé diplomatique par le trompeur dirigeant afghan Wazir Akbar Khan.
Ce récit donne le ton aux aventures ultérieures de Flashman, y compris la retraite désastreuse de Kaboul en 1842 (en) et la bataille de Jellalabad (en), lors de la première guerre anglo-afghane. Bien qu'il ait été capturé, torturé et ait échappé à la mort à plusieurs reprises, cachant et se soustrayant autant que possible à son devoir, il s'en sort avec la réputation d'un héros ; bien que son triomphe soit tempéré lorsqu'il se rend compte que sa femme aurait pu être infidèle pendant son absence.

### Personnages fictifs
- Harry Paget Flashman — Le héros ou l'antihéros
- Elspeth Morrison — Son épouse adorée et peut-être infidèle
- Henry Buckley Flashman — Son père
- John Morrison — Son beau-père
- Judy — La maîtresse de son père et (brièvement) l'amante de Flashman
- Bernier — L'homme avec qui il insulte et se bat
- Josette — l'amante de Bernier, avec qui Flashman a une liaison
- Fetnab — Le tuteur linguistique et sexuel de Flashman en Inde
- Sher Afzul — Un Ghilzai Khan à qui Flashman est envoyé comme émissaire
- Narreeman — Un danseur afghan que Flashman viole
- Gul Shah — neveu de Sher Afzul, amant et plus tard mari de Narreeman, et tortionnaire de Flashman
- Hudson — Le sergent de Flashman en retraite de Kaboul qui se rend compte que Flashman est un lâche mais meurt avant de pouvoir l'exposer

### Personnages historiques
- Thomas Hughes — L'auteur de Tom Brown's School Days
- Thomas Arnold — Le directeur de Rugby School
- Lord Cardigan — Le commandant original de Flashman, qu'il décrit comme « amusant, effrayant, vindicatif, charmant et carrément dangereux » et « trop stupide pour avoir peur »
- Capitaine John Reynolds — impliqué dans « The Black Bottle Affair » avec Lord Cardigan
- Lord Auckland - Gouverneur général des Indes
- Robert Henry Sale (en) — Commandant à la bataille de Jellalabad (en).
- Florentia Sale (en) — L'épouse de Sir Robert et célèbre chroniqueur.
- Paolo Avitabile — Gouverneur de Peshawar, Flashman a dit de lui « les Sikhs et les Afghans avaient plus peur de lui que du diable lui-même »
- Willoughby Cotton (en) — Ancien commandant de l'armée à Kaboul.
- Alexander Burnes — Agent politique à Kaboul, Flashman est présent à son assassinat.
- John Nicholson (en)
- Colin Mackenzie (en) — officier de l'armée décrit comme l'un des rares officiers britanniques compétents en Afghanistan
- George Broadfoot (en) — considéré comme l'un des officiers les plus courageux parmi les Britanniques à Kaboul
- William Hay Macnaghten — Agent politique en chef à Kaboul, Flashman est présent à son assassinat
- Général Elphinstone — Commandant de l'armée de Kaboul, que Flashman décrit comme « le plus grand idiot militaire de notre époque ou de tous les autres »
- Wazir Akbar Khan — A mené la révolte à Kaboul et a pris Flashman en otage ; Flashman « a été impressionné par la force latente évidente de l'homme » mais dit aussi « qu'il était en quelque sorte un dandy »
- William Nott (en) — chef militaire britannique en Inde
- Henry Havelock — officier de l'armée qui rencontre Flashman au siège de Jalalabad (en).
- Edward Law — Gouverneur général des Indes, que Flashman a trouvé plutôt long
- Duc de Wellington — accompagne Flashman rendre visite à la reine et lui serre la main
- Reine Victoria — Flashman la décrit comme « plutôt dodue et assez jolie sous le cou »
- Prince Albert — qui a des « moustaches infernales » selon Flashman
- Thomas Babington Macaulay — présent lorsque Flashman rencontre la reine

## Toile de fond
George MacDonald Fraser était un journaliste qui rêvait de devenir romancier. Il a écrit un roman historique au milieu des années 1950 que personne ne voulait publier et en est venu à penser qu'il ne réussirait que s'il faisait quelque chose dans une veine plus comique. En 1966, il a l'idée de baser un roman sur Harry Flashman de Tom Brown's School Days ; il a déclaré plus tard que deux événements l'avaient inspiré à prendre la plume : un récent voyage à Bornéo et en Malaisie pendant la confrontation indonésienne qui a ravivé son intérêt pour l'Asie et le soldat, et le fait qu'il vient de terminer un mandat de rédacteur en chef par intérim de son ouvrage. journal, ce qui a renforcé sa détermination à se retirer du journalisme. Il a dit à sa femme « Je vais nous en sortir ».
Fraser a écrit le livre après le travail, par rafales nocturnes, prenant quatre-vingt-dix heures sans intrigue ni révision préalable. À mi-chemin, il s'est cassé le bras et ne pouvait plus taper sur un clavier ; il aurait peut-être abandonné, mais sa femme l'a lu, s'est montrée enthousiaste et l'a encouragé à continuer. Il lui fallut deux ans pour trouver un éditeur, avant que celui-ci ne soit repris par Herbert Jenkins.

## Réception
Lorsque le livre a été publié aux États-Unis, plusieurs critiques pensaient que c'était vrai.
Les critiques étaient généralement positives. En 1970, le livre s'était vendu à plus de 200 000 exemplaires en livre de poche et son succès – notamment la vente des droits du film – a permis à Fraser de quitter le journalisme et de devenir écrivain à plein temps. Cela l'a également contraint à déménager sur l'île de Man pour éviter l'impôt sur le revenu,.

## Version cinématographique proposée
Les droits du film ont été vendus à la société Cinema Organisation de Bob Booker et George Foster, et les plans initiaux prévoyaient qu'un film soit réalisé par Richard Lester. En août 1969, il fut annoncé que le scénario serait écrit par Charles Wood (en) et que le tournage commencerait au début de l'année suivante,.
Lester admirait beaucoup le livre, affirmant que « c'était une période extraordinaire de l'histoire britannique et c'était une prémisse merveilleusement intéressante... Il y avait beaucoup de choses dedans qui me paraissaient logiques - sur le soldat, sur l'armée, sur l'économie de politique militaire. Et j'avais aussi diverses notions sur l'éthique victorienne et l'éthique protestante de John Foster Dulles et la relation de l'une à l'autre ».
Lester a obtenu des fonds de United Artists et John Alderton (en) a été choisi pour incarner Flashman. Frank Muir, qui a travaillé sur le scénario, a déclaré que parce qu'Alderton n'était pas connu en Amérique, il avait dû faire un test d'écran, mais United Artists l'avait approuvé. En février 1970, il a été rapporté que Joan Collins était en pourparlers avec Lester pour jouer un rôle.
Lester recherchait des lieux en Espagne pour remplacer l'Afghanistan et était sur le point de commencer le casting lorsqu'il y a eu un changement de direction chez United Artists et que le film a été annulé. Muir a écrit plus tard « Je pense que le malheureux perdant était John Alderton. Si jamais il s'agissait du bon acteur trouvant le bon rôle et le perdant ensuite sans que ce soit sa faute, c'était John. ».
L’industrie cinématographique britannique était alors en crise en raison du retrait de la finance américaine. En mars 1970, le projet fut annulé.
Lester a déclaré que cela « est arrivé au moment où l'industrie cinématographique commençait à s'effondrer en elle-même. Une sorte d'implosion. C'est un projet très coûteux, un film d'époque où, à un moment donné, 13 000 hommes de l'armée britannique doivent se retirer en janvier de Kaboul vers L'Inde, attaquée par des hordes d'Afghans. Ce n'est pas le genre de chose qu'on peut faire avec peu de moyens... Le faire correctement serait un film très coûteux et je ne pense pas qu'il faille le faire de manière inappropriée ».
Lester a déclaré plus tard : « Cela s'est produit au cours de cette très mauvaise année pour United Artists lorsqu'ils ont radié 90 millions et annulé presque tout. ». Après l'échec de The Bed Sitting Room, Lester n'a pas réalisé de film pendant cinq ans.
En août 1971, Stanley Baker fut nommé producteur, Lester restant à la réalisation. Cependant, le film n'a pas été réalisé.
Lester admirait l'écriture de Fraser et engagea plus tard l'auteur pour écrire le scénario des Trois Mousquetaires (datant de 1973). Cela a lancé la carrière de scénariste de Fraser et lui et Lester ont collaboré sur le seul film (à ce jour) réalisé à partir d'un roman de Flashman, Le Froussard héroïque (1975). Le magazine Diabolique a fait valoir que Flashman aurait été une meilleure introduction au personnage.
En 2015, Variety a rapporté que 20th Century Fox développait une adaptation cinématographique des romans Flashman, avec la production de Ridley Scott et Peter Chernin.